# La Ritournelle
Pour les articles homonymes, voir Ritournelle (homonymie).
Singles de Sébastien Tellier
Broadway
(2004)
La Ritournelle est une chanson de pop écrite, composée et interprétée par Sébastien Tellier issue de son album Politics (2004) et éditée comme single le 26 septembre 2005. 
La chanson a une durée relativement importante avec plus de 7 min 30 s et elle est marquée par la batterie jouée par le nigérian Tony Allen — batteur de Fela Kuti — qui a participé à d'autres chansons de l'album de Sébastien Tellier.
Les cordes ont été arrangées par Emmanuel d'Orlando (Populaire…).
Le morceau est mixé par Philippe "Zdar" Cerboneschi.
Plusieurs remixes de la chanson existent, dont ceux de Mr. Dan, Metronomy et Jake Bullit.
La chanson rencontra un franc succès et permis à Sébastien Tellier de se faire mieux connaître, au point de devenir l'une de ses chansons phares.
La Ritournelle a été utilisée dans deux publicités (l'une pour L'Oréal, l'autre pour Meetic), dans le film Narco (2004), ainsi que dans le film norvégien Oslo 31 août (2011).
Le 28 août 2024, Sébastien Tellier interprète la chanson lors de la cérémonie d'ouverture des Jeux paralympiques de Paris, sur la place de la Concorde, peu avant l'embrasement de la vasque paralympique.